# Џо Бразил
Џозеф Бразил (енгл. Joseph Brazil; 25. август 1927 — 6. август 2008) је био амерички џез саксофониста и професор. Предавао је џез у Гарфилдовој средњој школи (енгл. Garfield High School's), био је суоснивач Црначке академије музике (енгл. Black Academy of Music) на Универзитету у Вашингтону, и оснивач Црначке академије музике у Сијетлу. Појавио се у албуму Џона Колтрејна Om и албуму Роја Ајерса Ubiquity.

## Биографија

### Детроит (1927—1961)
Џо Бразил је рођен 25. августа, 1927. године у Детроиту, Мичиген. Године 1951. је купио кућу у Флеминговој улици, у Детроиту, где је живео са братом и мајком. Изградио је кафић у подруму и поставио велики клавир. Свирачке пробе у Џоовом подруму су постале легендарне. Трубач Доналд Бирд, саксофонисти Сони Ред и Бразил, пијаниста Бари Харис, басиста Дог Ваткинс, и бубњар Френк Гант су свирали у његовом подруму. Касете са вежбања саксофонисте Џона Колтрејна су настале у Џоовој кући. Касета са свирачке пробе је снимана у Џоовом подруму 25. септембра 1958. године са трубачем Доналдом Тоунсом, саксофонистом Колтрејном, Џо Хендерсоном, самим Бразилoм, Сони Редом, пијанистом Хуг Лавсоном, басистом Ернијем Феровом, и бубњаром Ројем Бруксом. Трубач Киан Завади (Бернард МекКинеј) и саксофониста Кенет Винфри живели су један близу другог и често су свирали код Џоа.Када се Колтрејн срео са бубњарем Џорџом Голдсмитом у Џоовом подруму упитао га је да се замени са бубњарем Елвиом Џонсом. Клавиристкиња Алис Колтрејн је упознала њеног првог мужа Џона Колтрејна у Џоовом подруму.

### Сијетл (1961—2008)
Бразил се преселио у Сијетл и почео да ради на прављену алатки за Боинг 1961. године. Године 1965. је са Џоном Колтрејном снимио албум у Линвуду, Вашингтон. Био је то албум Ом који је издала кућа Импулс! Рекордс.
Џо Бразил је предавао у Гарфилдовој средњој школи (енгл. Garfield High School's) магнетни програм са басистом Чаком Меткалфом 1968. године. Основао је Црначку Академију музике (енгл. Black Academy of music) 1967. године са гитаристом Џорџом Хурстом. На факултету радио и трубач Флојд Стандифер, саксофониста Јабо Варда и басиста Милт Гареда. Удружење црначких студената захтевало је да он буде запошљен у музичкој школи Универзитета у Вашингтону. Предавао је на том факултету од 1969. до 1976. године, али је после тога одбио стално запошљење.